# 42e division d'infanterie (Royaume-Uni)
La 42e division d'infanterie (East Lancashire) (42nd (East Lancashire) Infantry Division) est une division d'infanterie de la British Army. Elle est créée en 1908 au sein de la Territorial Army, sous le nom d' East Lancashire Division, avant d'être réorganisée sous la forme de la 42nd (East Lancashire) Division le 25 mai 1915. C'est la première division de la Territorial Army à être envoyée en dehors du territoire britannique lors de la Première Guerre mondiale. Elle combat d'abord lors de la bataille de Gallipoli, avant d'être envoyée dans le désert du Sinaï puis sur le front occidental, en France et en Belgique. Lors de la Seconde Guerre mondiale, avec à sa tête le général William Holmes, elle appartient à la British Expeditionary Force (force expéditionnaire britannique) qui combat en France et en Belgique lors de la bataille de France, avant d'être évacuée à Dunkerque. Par la suite, elle est réorganisée en Grande-Bretagne en novembre 1941 et devient la 42e division blindée, finalement dissoute en octobre 1943 sans avoir combattu. Lors des deux guerres mondiales, une autre formation de l'East Lancashire est créée en réserve (la 66e division). 
La division réapparaît au sein de la Territorial Army en 1947 après la Seconde Guerre mondiale. À partir de décembre 1955, la division est placée dans la catégorie des unités dites Lower Establishment, consacrées uniquement à la défense du territoire britannique. Le 1er mai 1961, elle est fusionnée avec le North West District pour devenir la 42nd Lancashire Division/North West District.